# The Years of Decay
Albums de Overkill
Under the Influence
(1988) Horrorscope
(1991)
Singles
1. Elimination
Sortie : 1988

The Years of Decay est un album du groupe de thrash metal américain Overkill. Il est sorti le 13 octobre sur le label Atlantic/Megaforce et a été produit par le groupe et Terry Date.

## Historique
Cet album fut enregistré en juin et juillet 1989 dans les Carnage House Studios de Stamford dans le Connecticut. Il est le dernier album avec le guitariste Bobby Gustafson. 
Il poursuit l'évolution initiée par le précédent album, à savoir un style plus thrash et moins NWOBHM que dans les 2 premiers albums. The Years Of Decay a connu un succès autant critique que commercial (c'est l'album le plus vendu du groupe, totalisant 300,000 ventes aux États-Unis), la plupart des chansons étant devenues des incontournables en live. Le titre "Elimination" fera l'objet d'une sortie en single.

## Liste des titres
- Tous les titres sont signés par Verni, Ellsworth et Gustafson.

| No | Titre                             | Durée |
| -- | --------------------------------- | ----- |
| 1. | Time To Kill                      | 6:16  |
| 2. | Elimination                       | 4:35  |
| 3. | I Hate                            | 3:48  |
| 4. | Nothing To Die For                | 4:22  |
| 5. | Playing With Spiders/Skullkrusher | 10:15 |
| 6. | Birth Of Tension                  | 5:04  |
| 7. | Who Tends The Fire                | 8:12  |
| 8. | The Years Of Decay                | 7:58  |
| 9. | E.vil N.ever D.ies                | 5:49  |

## Réception
The Years Of Decay reçut généralement un accueil positif de la part des critiques. Jason Anderson d'AllMusic déclara que c'était "un classique pour les fans du groupe" et qu'il "est souvent considéré comme le pic de la carrière des Thrashers de l'East Coast."
Même si l'album sortit en octobre 1989, The Years Of Decay n'entra le classement du Billboard 200 qu'en février 1990, ne dépassant pas la 155e place. L'album resta dans les charts américains durant huit semaines.

## Composition du groupe
- Bobby Ellsworth : Chant
- Bobby Gustafson : Guitares
- D.D. Verni : Basse
- Sid Falck : Batterie, percussions

## Personnel additionnel
- Production, mixage : Terry Date et Overkill.
- Assistant mixage : Matt Lane
- Mastering : Howie Weinberg
- Illustration : Steve Fastner et Rich Larson
- Photographie : Michael Paras
- Producteurs exécutifs : Jon et Marsha Zazula